# Lorius chlorocercus
Lorius chlorocercus là một loài chim trong họ Psittacidae.